# Aigle Azur
Pour les articles homonymes, voir AAF.
Aigle Azur (Code AITA : ZI ; code OACI : AAF) était la deuxième compagnie aérienne française. Créée en 1946, elle cesse ses activités en septembre 2019.
Aigle Azur était spécialisée dans les vols  entre la France et l'Algérie. Elle desservait également l'Allemagne, l'Italie, le Brésil, le Liban, le Portugal, le Mali, la Russie, le Sénégal et l'Ukraine.
Elle avait pour base principale l'aéroport de Paris-Orly, Terminal 4. Elle possédait la certification IOSA de l'IATA. La compagnie opérait également des vols au départ de l'aéroport de Paris-Charles de Gaulle, Terminal 1 et ou Terminal 3.
Le 2 septembre 2019, l'entreprise dépose le bilan. Le 5 septembre, la compagnie aérienne annonce l'annulation de tous ses vols à partir du 6 septembre au soir, jusqu'à nouvel ordre. Le 16 septembre 2019, le tribunal ordonne la liquidation judiciaire de la compagnie. Le 27 septembre, le tribunal de commerce d'Évry annonce qu'aucune des deux offres de reprise d'Aigle Azur n'a été jugée satisfaisante et ordonne la cessation des activités de la compagnie pour le soir même à minuit.

## Histoire

### 1946-1955
Créée en 1946 par Sylvain Floirat, Aigle Azur (Code AITA : AU ; code OACI : AAZ) est la première compagnie privée d'après-guerre et commence son activité avec quelques Junkers Ju 52 dont la capacité est portée à 32 passagers.
Son créateur parvient à conclure avec l'administration des contrats de transport particuliers comme ceux des enseignants d'outre-mer lors des vacances scolaires : le Protectorat français de Tunisie et le Liban sont les premières destinations. L'achat d'appareils plus modernes aux surplus américains lui permet d'étendre ses activités à l'Indochine française et l'Algérie française où les transports de rapatriés vers la métropole sont un marché important.
Le 1er mai 1955, Sylvain Floirat cède à UAT (Union Aéromaritime de Transport) l'ensemble de sa flotte, 54 de ses membres d'équipage ainsi que son personnel hôtelier.

### 1970-2000
En 1970, la compagnie est reconstituée en tant que compagnie aérienne régionale sous le nom de Lucas Aviation. Son siège social est établi à l'aéroport de Pontoise. Lucas Aviation assure initialement ses vols en tant que Lucas Air Transport (Code AITA : LK puis code AITA : ZI) en exploitant des services réguliers régionaux, dont une ligne reliant Deauville à Londres-Gatwick qui fonctionne toute l'année. Le nom de la compagnie est par la suite changé en « Lucas Aigle Azur ».
Outre cette ligne régulière, Aigle Azur assure des vols d'affaires pour des personnalités politiques, hommes d'affaires, sportifs et artistes.

### 2001-2017
En 2001, Aigle Azur (Code AITA : ZI ; code OACI : AAF) est une compagnie en déclin qui ne compte plus que deux Boeing 737-200. Elle est reprise par le groupe GoFast (spécialisé dans le fret, la logistique, les projets industriels et le tourisme) qui injecte des capitaux dans l'entreprise et renouvelle sa flotte  en se concentrant d'abord sur les vols charters vers l'Algérie. Avec la fin des activités d'Air Lib, Aigle Azur ouvre des lignes régulières vers l'Algérie. Elle profite également de la fin de l'activité de Khalifa Airways qui, avec Air Algérie, desservait l'Algérie depuis la France.

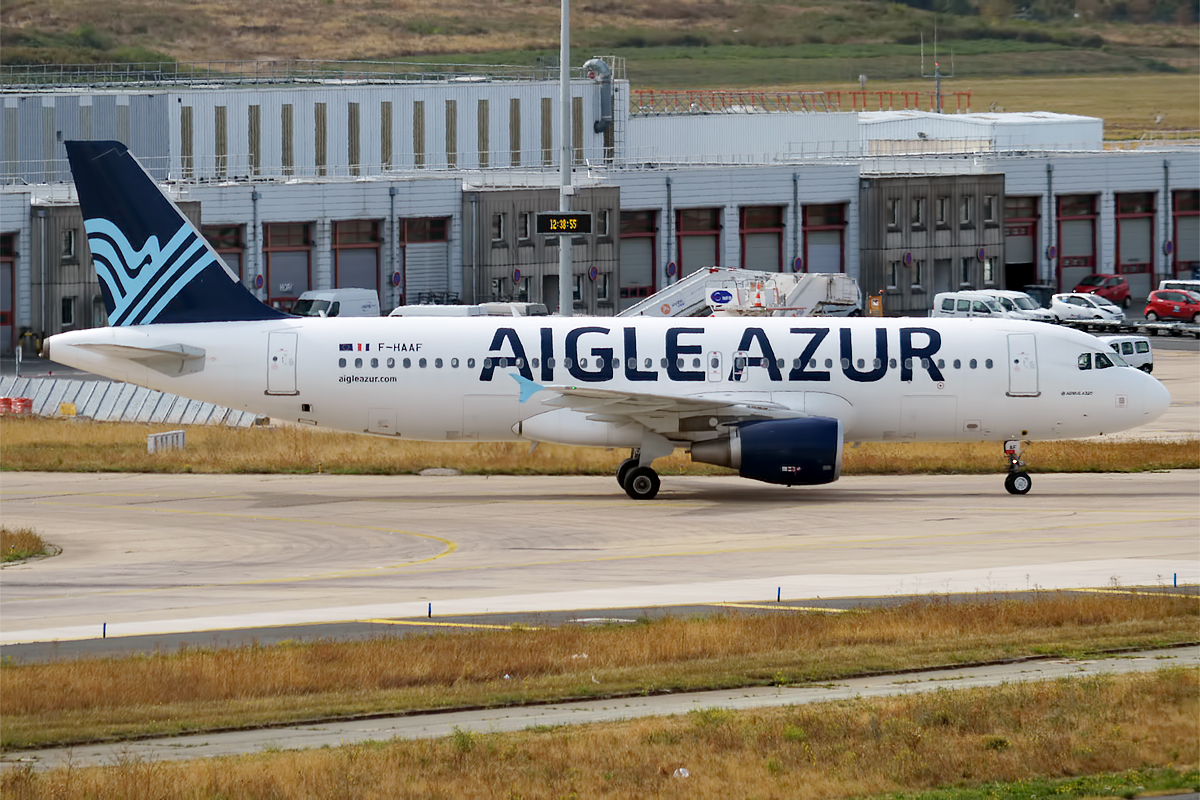
Airbus A320 F-HAAF d'Aigle Azur

En 2006, avec les accords de ciel ouvert au Maroc et en Tunisie, la compagnie assure de nombreux vols réguliers vers les principales villes du Maroc, notamment Casablanca, Rabat, Marrakech, Agadir, Fès, Tanger et Oujda.
En 2007, Aigle Azur proposait trente destinations régulières au départ de plusieurs villes de France, et lançait des vols réguliers Paris-Orly-Djerba, Paris-Orly-Rimini et Marseille-Sal (Cap-Vert). Elle mettait également en place le billet électronique.
Début 2008, la compagnie ajoute à ses destinations des vols réguliers vers Faro, au sud du Portugal et vers Bamako au Mali. Fin avril 2008, elle reçoit son troisième Airbus A319, immatriculé F-HBMI, ce qui porte sa flotte à onze appareils. En juin 2008, elle lance son programme de fidélité Azur Plus.
En mai 2009, la compagnie reçoit son premier Airbus A320 neuf et profite, un mois plus tard, de sa présence au salon du Bourget pour passer commande auprès d'Airbus d'un 4e Airbus A319. Cet avion est livré en avril 2010. Un cinquième Airbus A319 est reçu en mai 2010.
En juin 2010, la compagnie fait part de son projet d'ouverture d'une ligne Paris-Bagdad à partir de septembre 2010.
En juillet 2010, Aigle Azur devient partenaire de la compagnie malienne Air Mali. De ce fait, Aigle Azur peut commercialiser des vols vers d'autres villes d'Afrique notamment vers Dakar, Abidjan ou encore Brazzaville. L'accord prend effet à partir du 1er août 2010.
Le 30 octobre 2010, la compagnie effectue un vol inaugural vers Bagdad. La compagnie ouvre les réservations pour Bagdad dont les premiers vols commerciaux débutent à la mi-décembre 2010. La ligne est annulée mi-2011 faute de réservations en conséquence des événements qui se passent dans le pays.
Le 23 novembre 2011, Aigle Azur ouvre une nouvelle ligne régulière vers le Mali.
En juillet 2012, Aigle Azur assure désormais une ligne régulière entre Paris-Orly et Moscou-Vnoukovo en tri-classes avec sept rotations hebdomadaires.
En 2012, onze ans après son rachat par GoFast, Aigle Azur exploite 13 avions moyen-courriers (A320) et dessert 23 destinations. Elle emploie alors plus de 1 000 personnes contre 40 au moment de la reprise par le groupe. Bien gérée, la compagnie réussit à rester bénéficiaire. En mars 2012, elle affiche un bénéfice de 5,2 millions d'euros pour l'année 2011 pour un chiffre d'affaires de 320 millions d'euros et aucune dette.
Le 23 octobre 2012, Aigle Azur annonce l'entrée du groupe chinois HNA dans son capital. HNA Group, notamment propriétaire des compagnies Hainan Airlines, Hong Kong Airlines, China West Airlines, Lucky Air, Tianjin Airlines, et Hong Kong Express, possède désormais 48% du capital d'Aigle Azur. Cette rentrée obéit à une logique : Aigle Azur ambitionne de lancer des vols long-courrier vers la Chine. La compagnie est alors détenue par Weaving Group, Lu Azur et le groupe HNA. Lors de cette ouverture de capital, la flotte de la compagnie est composée de treize Airbus (quatre A319, cinq A320 et quatre A321).
Le 18 décembre 2012, Aigle Azur et Corsair International signent un partenariat commercial leur permettant de mettre en résonance leurs réseaux respectifs afin de favoriser les correspondances de leurs passagers à l'aéroport parisien d'Orly.
Aigle Azur et Corsair peuvent ainsi tirer le meilleur de leur déploiement géographique avec la vente croisée de billets auprès de leurs clientèles respectives, réalisant ainsi des revenus supplémentaires.
Aigle Azur est en 2014 la 2e compagnie aérienne française, derrière Air France et devant Air Austral et Corsair International. Elle emploie 1 400 personnes. La compagnie est en concurrence avec Air France, Air Algérie, Easyjet, TAP Air Portugal. En 2015, elle ouvre une liaison entre Marseille et Dakar, puis Lyon et Dakar, et en 2016, une liaison vers Conakry.

### 2017-2019
Frantz Yvelin est nommé président de la compagnie le 10 août 2017 à la suite du départ de Michael Hamelink. Le groupe Weaving, actionnaire de référence et propriété des héritiers d'Arezki Idjerouidene, annonce le 16 novembre 2017 avoir cédé la participation de 30% qu'il détenait au capital de la compagnie. Le groupe que dirige Meziane Idjerouidene quitte ainsi la compagnie aérienne qu'avait rachetée son père, décédé en 2016, en 2001 alors qu'Aigle Azur ne possédait plus qu'un seul avion. Ces parts sont cédées à David Gary Neeleman, fondateur et président de la low-cost brésilienne Azul.
En 2017, Aigle Azur lance de nouvelles lignes vers le Liban (Beyrouth), l’Allemagne (Berlin) et la Russie (Moscou-Domodedovo) et passe commande de deux Airbus A330 pour l'ouverture de lignes long-courrier.

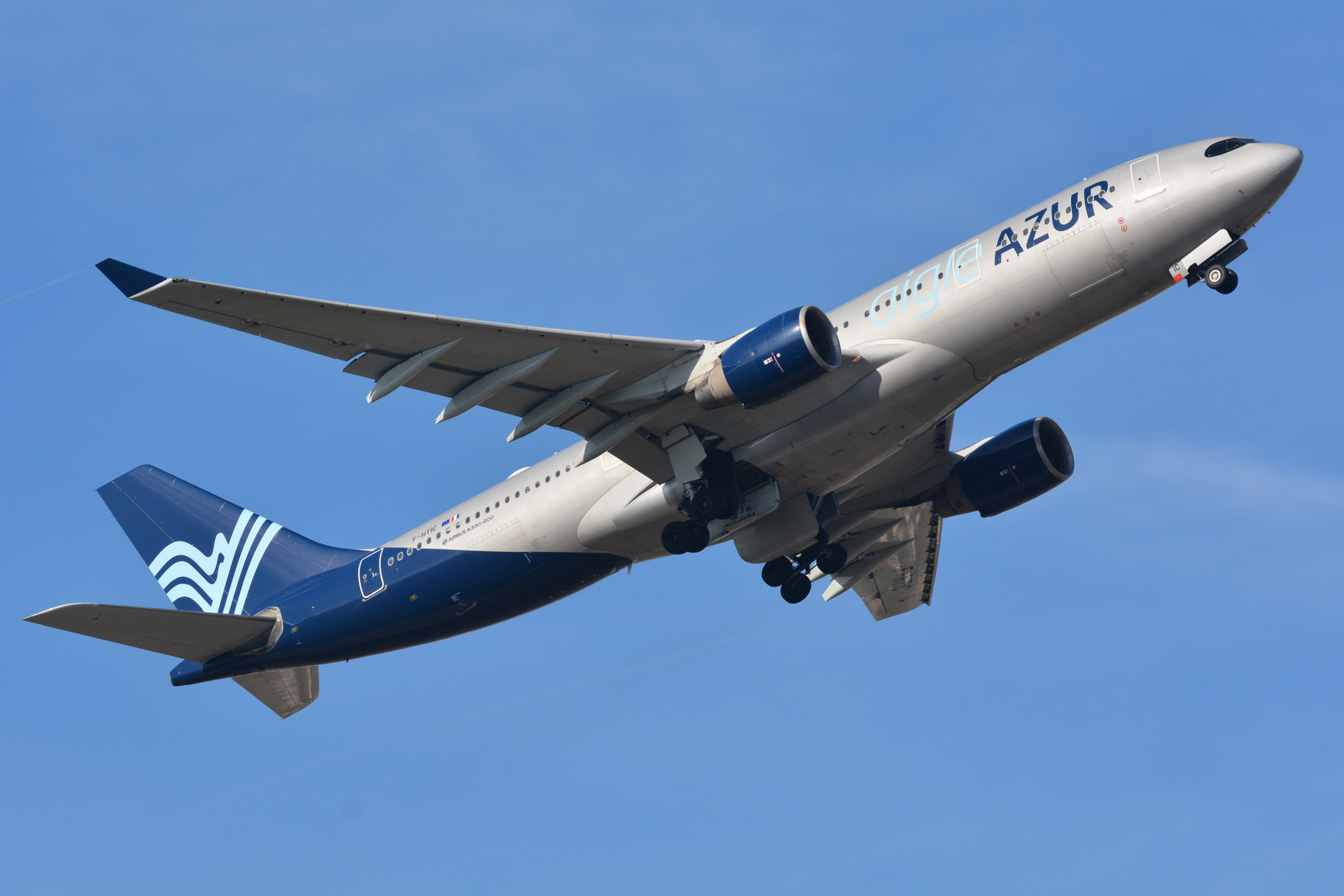
Airbus A330-200 F-HTIC d'Aigle Azur

Frantz Yvelin tient une conférence de presse le 29 mars 2018 à Paris et présente les nouvelles orientations stratégiques de la compagnie. Après un important développement du réseau en 2017, la compagnie annonce de nouvelles lignes long-courrier vers São Paulo et Pékin qu'elle ouvrira respectivement en juillet et septembre 2018, desservies toute l'année. Aigle Azur prend livraison de deux Airbus A330-200 en avril 2018 pour exploiter ces deux lignes. Ces deux appareils sont équipés de nouvelles cabines et d'une nouvelle identité visuelle.
Aigle Azur lance en 2018 sa première ligne intérieure, entre Lyon et Nantes, opérationnelle le 28 octobre et ouvre une liaison avec l'Italie entre Paris et Milan. Elle concrétise également de nouveaux partenariats, notamment avec Air Caraïbes, S7, TAP Air Portugal, en plus de ceux déjà existants avec Azul et Hainan Airlines. Dès le 12 janvier 2019, il n’est plus possible de réserver des billets, ni de voler entre Lyon St-Exupéry et Nantes-Atlantique avec Aigle Azur. La compagnie fait face sur cette ligne à une augmentation de la concurrence avec la présence d'EasyJet et de Hop!, Frantz Yvelin évoquant également la difficulté d'investir sur les lignes intérieures avec l'incertitude planant autour de la taxe kérosène.
Le 22 janvier 2019, Aigle Azur ouvre une ligne régulière vers Kiev pour le 18 avril 2019. En avril, elle annonce l'abandon programmé de la ligne entre Paris et Pékin. La deuxième compagnie aérienne française doit alors se restructurer. Elle est dans le rouge depuis sept ans et accumule plusieurs dizaines de millions d'euros de pertes.
Fin août 2019, Gérard Houa, actionnaire de Lu Azur qui détient 19 % des parts de l'entreprise, et Philippe Bohn tentent de prendre la direction mais sont rapidement désavoués par les actionnaires majoritaires et le tribunal de Créteil, saisi par Frantz Yvelin. Gérard Houa et ses complices sont délogés du siège par les forces de l’ordre le 29 août 2019. Un administrateur provisoire est nommé, aucun conseil d'administration ou assemblée générale n'ayant décidé d'un changement de direction. Aigle Azur, par le biais de l’administrateur provisoire, porte plainte au pénal le 28 août 2019 contre MM. Houa et Bohn et la société Lu Azur.
Le 2 septembre, l'entreprise dépose le bilan et la direction demande son redressement judiciaire. Le lendemain, son PDG annonce sa démission. Selon lui, les deux plus gros problèmes d'Aigle Azur sont « l'arrêt de la Chine, et l'arrêt du soutien de l'actionnaire chinois, brutal, complètement imprévisible. Et deuxièmement l'augmentation du prix du fioul. »"  
Le 5 septembre, la compagnie annonce l'annulation de tous ses vols à partir du 6 septembre au soir. Le 9 septembre, quatorze offres de rachat sont déposées dont deux faites par des compagnies importantes. La compagnie Air France propose d'injecter 15 millions d'euros et de reprendre 70% de l'effectif, soit 800 salariés.
Le 16 septembre, la compagnie Aigle Azur est placée en liquidation judiciaire mais avec poursuite des activités jusqu'au 27 septembre.
Le 27 septembre, le tribunal de commerce d'Evry ne retient aucune des offres de reprise, aucune solution pérenne n'ayant été proposée par les candidats repreneurs selon la présidente du tribunal, Sonnia Arrouas, déplorant « les désistements ou les absences d'offres concrètes, l'absence de moyens financiers des candidats crédibles », « l'indétermination de la provenance des fonds » ou encore « l'irrecevabilité de certaines propositions ». La société voit ainsi son activité se terminer le soir même à minuit. Elle emploie alors plus de 1 150 personnes dont 800 en France et 350 en Algérie.

## Livrée et logo
De 1946 à 1955, les avions d'Aigle Azur ont leur fuselage en métal nu, ce dernier étant séparé, sous les hublots de la cabine, par un éclair bleu « azurin ». La dérive, également en métal nu, est ornée de 2 éclairs horizontaux parallèles sur la gouverne de direction et de l’ancien logo (un aigle survolant un globe).
Fin 2012, la compagnie dévoile une nouvelle identité visuelle pour la marque : nouvelle police de caractère, nom de la compagnie en majuscules, ainsi qu'un prototype numérisé d’un A320 de la flotte ; la queue, devenue bleu marine, est ornée de l'ancien logo, grossi et couleur azur, entrecoupé de trois lignes parallèles de même couleur. Les winglets restent, en revanche, bleu azur.
Aigle Azur utilise, entre 2013 et 2019, une livrée de type « Eurowhite » qui est caractérisée par une peinture blanche, ornée, le long de la partie avant du fuselage, du nom de la compagnie en bleu marine. La queue représente un nuage dans un ciel bleu azur, survolé par un aigle aux ailes déployées (schématiquement). Les réacteurs et les winglets sont également peints en bleu azur.

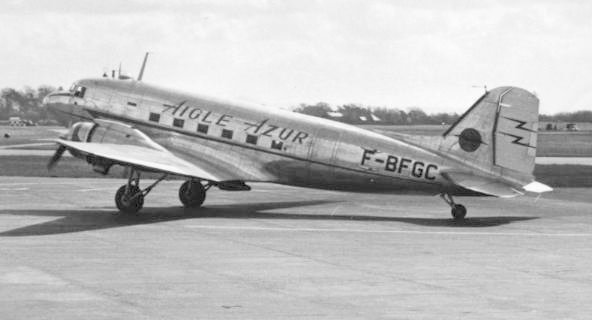
Douglas DC-3 d'Aigle Azur en 1953 équipé d'un réacteur d'appoint ventral Turbomeca Palas
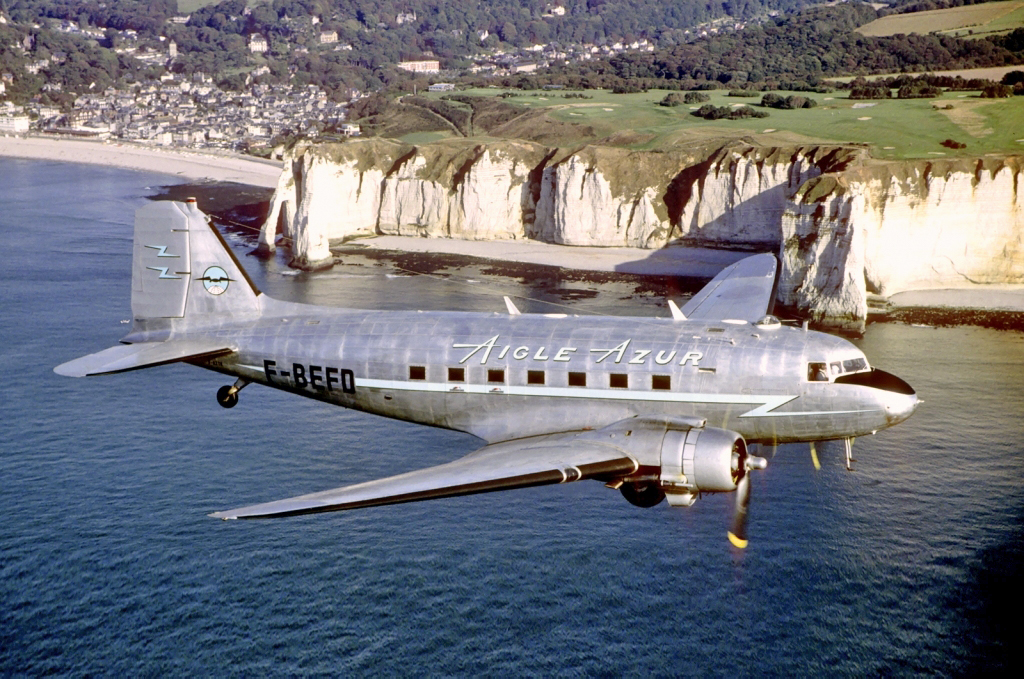
DC-3 dans la livrée d'Aigle Azur des années 1950 lors du 60e anniversaire de la compagnie.
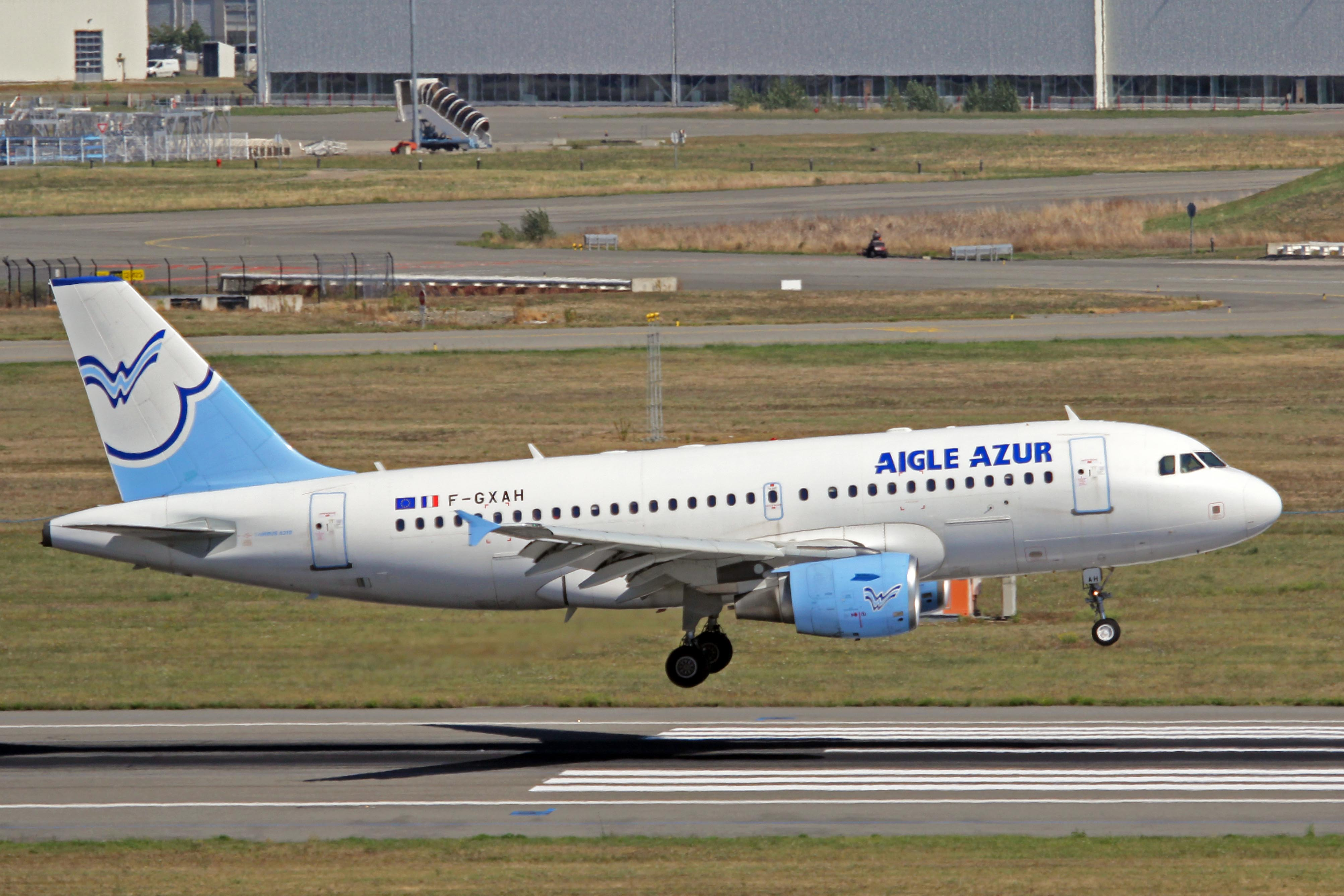
Nouvelle livrée en l'an 2000
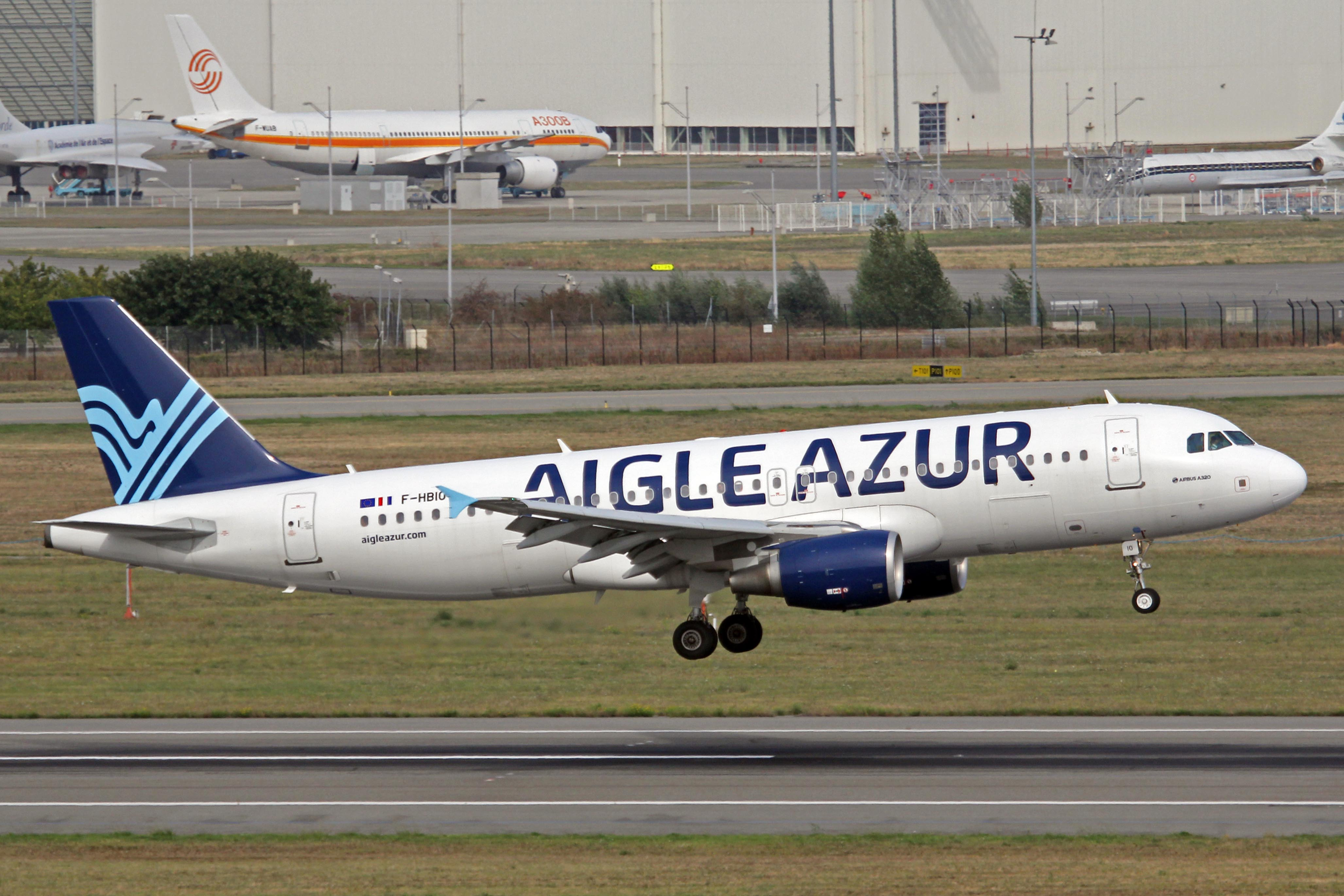
Nouvelle livrée en 2013.
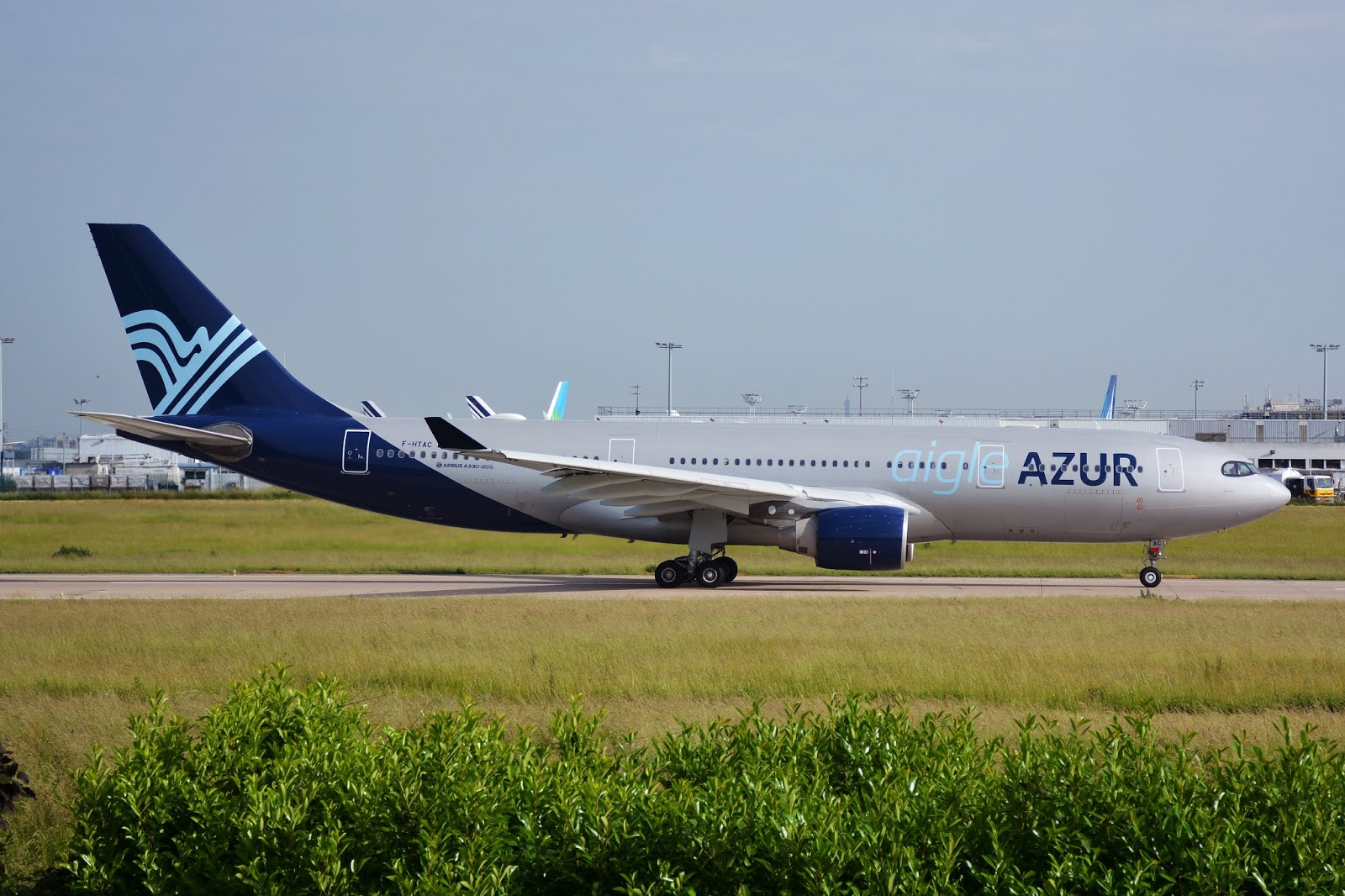
Nouvelle livrée long-courrier sur un A330 de la compagnie.
Logo de Aigle Azur Indochine dans les années 50
Logo de Aigle Azur en 1952
Logo de Lucas air Transport en 1977
Logo de Lucas Aigle Azur en 1992
Logo de Lucas Aigle Azur en 1984
Logo de Aigle Azur en 1987

## Destinations
|  | Pays      | Ville       | Aéroport                           | Aéroport(s) de départ en France | Notes |
|  | --------- | ----------- | ---------------------------------- | --- | --- |
|  | Algérie   | Alger       | Alger-Houari-Boumédiène            | Paris-Orly, Paris-Charles de Gaulle Terminal 1 (2 Vols par jour), Lyon-Saint-Exupéry, Marseille-Provence, Bâle-Mulhouse, Toulouse-Blagnac, Lille Lesquin | Les vols vers Lille étaient assurés par la compagnie ASL Airlines France en partage de code avec Aigle Azur. Suspendu définitivement |
|  | Algérie   | Annaba      | Annaba-Rabah-Bitat                 | Paris-Orly, Marseille-Provence | Suspendu définitivement |
|  | Algérie   | Constantine | Constantine-Mohamed-Boudiaf        | Paris-Orly, Lyon-Saint-Exupéry, Marseille-Provence, Bâle-Mulhouse,                                                                                       | Suspendu définitivement |
|  | Algérie   | Béjaia      | Béjaïa                             | Paris-Orly, Marseille-Provence | Suspendu définitivement |
|  | Algérie   | Oran        | Oran-Ahmed-Ben-Bella               | Paris-Orly, Lyon-Saint-Exupéry, Marseille-Provence, Bâle-Mulhouse, Toulouse-Blagnac, Lille Lesquin                                                       | Les vols vers Lille étaient assurés par la compagnie ASL Airlines France en partage de code avec Aigle Azur. Suspendu définitivement |
|  | Algérie   | Sétif       | Sétif                              | Paris-Orly, Lyon, Marseille, Mulhouse | Suspendu définitivement |
|  | Algérie   | Tlemcen     | Tlemcen - Zenata - Messali El Hadj | Paris-Orly, Marseille | Suspendu définitivement |
|  | Allemagne | Berlin      | Berlin-Tegel                       | Paris-Orly | Suspendu en mai 2019 |
|  | Brésil    | São Paulo   | São Paulo/Campinas                 | Paris-Orly | Suspendu définitivement |
|  | Chine     | Beijing     | Pékin-Capitale                     | Paris-Orly | Ne dessert plus cette destination pour faute de slots                                                                                |
|  | Italie    | Milan       | Milan-Malpensa                     | Paris-Orly | Suspendu définitivement |
|  | France    | Nantes      | Nantes-Atlantique                  | Lyon | Ligne fermée faute de rentabilité |
|  | Liban     | Beyrouth    | Beyrouth-Rafic Hariri              | Paris-Orly, Marseille | Suspendu définitivement |
|  | Mali      | Bamako      | Bamako-M. Keïta                    | Paris-Orly | Suspendu définitivement |
|  | Portugal  | Lisbonne    | Lisbonne-H. Delgado                | Paris-Orly | Suspendu définitivement |
|  | Portugal  | Faro        | Faro                               | Paris-Orly | Suspendu définitivement |
|  | Portugal  | Funchal     | Madère-C. Ronaldo                  | Paris-Orly | Suspendu définitivement |
|  | Portugal  | Porto       | Porto-F. Sá-Carneiro               | Paris-Orly | Suspendu définitivement |
|  | Russie    | Moscou      | Moscou-Domodédovo                  | Paris-Orly, Marseille | Suspendu définitivement |
|  | Sénégal   | Dakar       | Dakar-B. Diagne                    | Marseille | Suspendu à la suite de la reprise d'un avion par un loueur en juin 2019                                                              |
|  | Ukraine   | Kiev        | Kiev-Boryspil                      | Paris-Orly | Suspendu définitivement |

Un accord de partage de code avec Hainan Airlines noué en avril 2015 permet par ailleurs de réserver des vols entre Paris-Charles de Gaulle et Xi'an Xianyang et Hangzhou-Xiaoshan en Chine sous le code d'Aigle Azur. Elle avait aussi un accord de partage de code avec Azul vers São Paulo qui a pris fin en août 2019.

## Flotte
En avril et juin 2018, deux A330-200 (F-HTAC et F-HTIC) rejoignent la flotte 100% Airbus d'Aigle Azur. Ils assurent, au départ d'Orly, les nouvelles destinations long-courrier de la compagnie. Héritée de la défunte Air Berlin, la configuration des deux A330 est restée identique avec une classe affaires de 19 sièges et une classe économique de 268 sièges, dont 46 en sièges « confort ».
Aigle Azur louait un Airbus A319 et un Airbus A320-214 à la TAP Air Portugal lors de la fin de ses activités.

## Aspects financiers

### Actionnaires
Les principaux actionnaires d'Aigle Azur à partir de 2017 sont HNA (48%), David Neeleman (32%) et Lu Azur (20%).

## Dirigeants de la compagnie
- Sylvain Floirat (1946-1955)
- Arezki Idjerouidene (2001-2013)
- Cédric Pastour (2013-2015)
- Michael Hamelink (2015-2017)
- Frantz Yvelin (2017-2019)